# 觀音下里
觀音下里，是台灣南部自清治時期至日治初期的一個行政區劃，其範圍包括今高雄市的仁武區中東部及大社區西南部一小塊地區。
觀音下里西邊為半屏里，北邊為觀音中里，東邊為觀音內里、小竹上里，南邊為赤山。

## 管轄街庄
觀音下里共轄10個庄：
- 今仁武區境內：前埔厝庄、烏材林庄、蛇仔形庄、考潭庄、灣仔內庄、赤山仔庄、新、仁武庄、後庄仔庄、竹仔門庄